# Theo van de Bles
T.M. (Theo) van de Bles (Noordwolde, 18 oktober 1950) is een Nederlands voormalig politicus. 
Hij schreef in de loop der jaren voor diverse bladen en kranten, en is zeven jaar te horen geweest op de lokale radio van Weststellingwerf met een programma over de streektaal aldaar.
Eind jaren 80 richtte hij samen met enkele anderen de eerste gemeentelijke fractie van de politieke partij GroenLinks op in Friesland. Na twaalf jaar gemeenteraadslid en wethouder in Weststellingwerf te zijn geweest, verruilde hij de gemeentelijke politiek in voor de provinciale. Van 2002 tot 2009 was hij lid van de Provinciale Staten van Friesland, waarvan van 2002 tot 2007 als de fractievoorzitter van GroenLinks. Hiernaast is hij deeltijd docent Nederlands en maatschappijleer op een middelbare school en is hij voorzitter van de Stichting Mr. J.C. Bloem-poëzieprijs.